# Ronov nad Doubravou
Ronov nad Doubravou (en allemand : Ronow an der Doubrawa) est une ville du district de Chrudim, dans la région de Pardubice, en République tchèque. Sa population s'élevait à 1 746 habitants en 2022.

## Géographie
Ronov nad Doubravou est arrosée par la rivière Doubrava, un affluent de l'Elbe, et se trouve à 11 km à l'est-sud-est du centre de Čáslav, à 21 km à l'ouest-sud-ouest de Chrudim, à 25 km au sud-ouest de Pardubice et à 82 km à l'est-sud-est de Prague.
La commune est limitée par Vinaře et Bousov au nord, par Žlebské Chvalovice et Třemošnice à l'est, par Běstvina, Heřmanice et Vilémov au sud, et par Kněžice, Biskupice et Žleby à l'ouest.

## Histoire
La première mention écrite de la localité date de 1307.

## Galerie

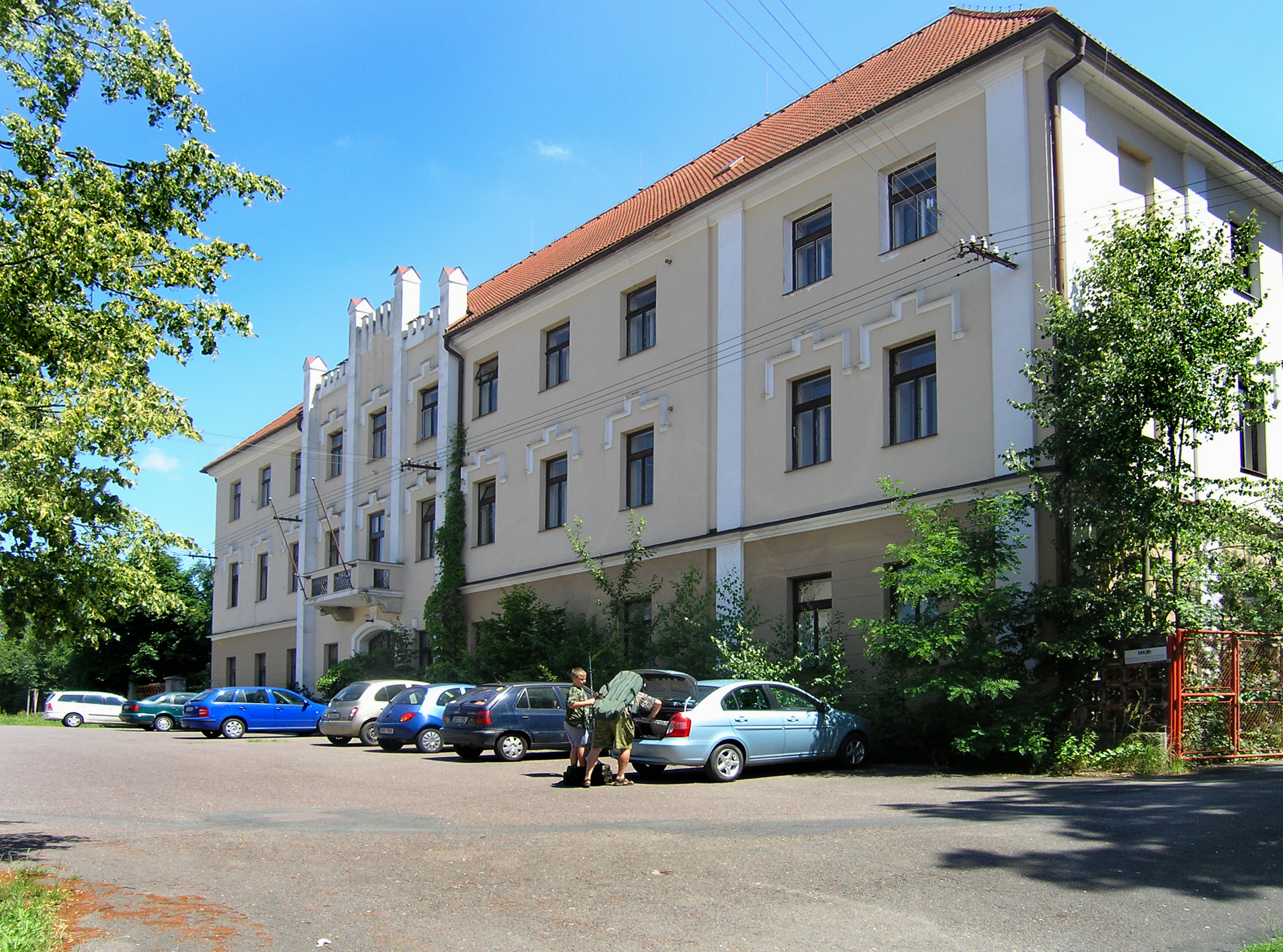
Château de Ronov
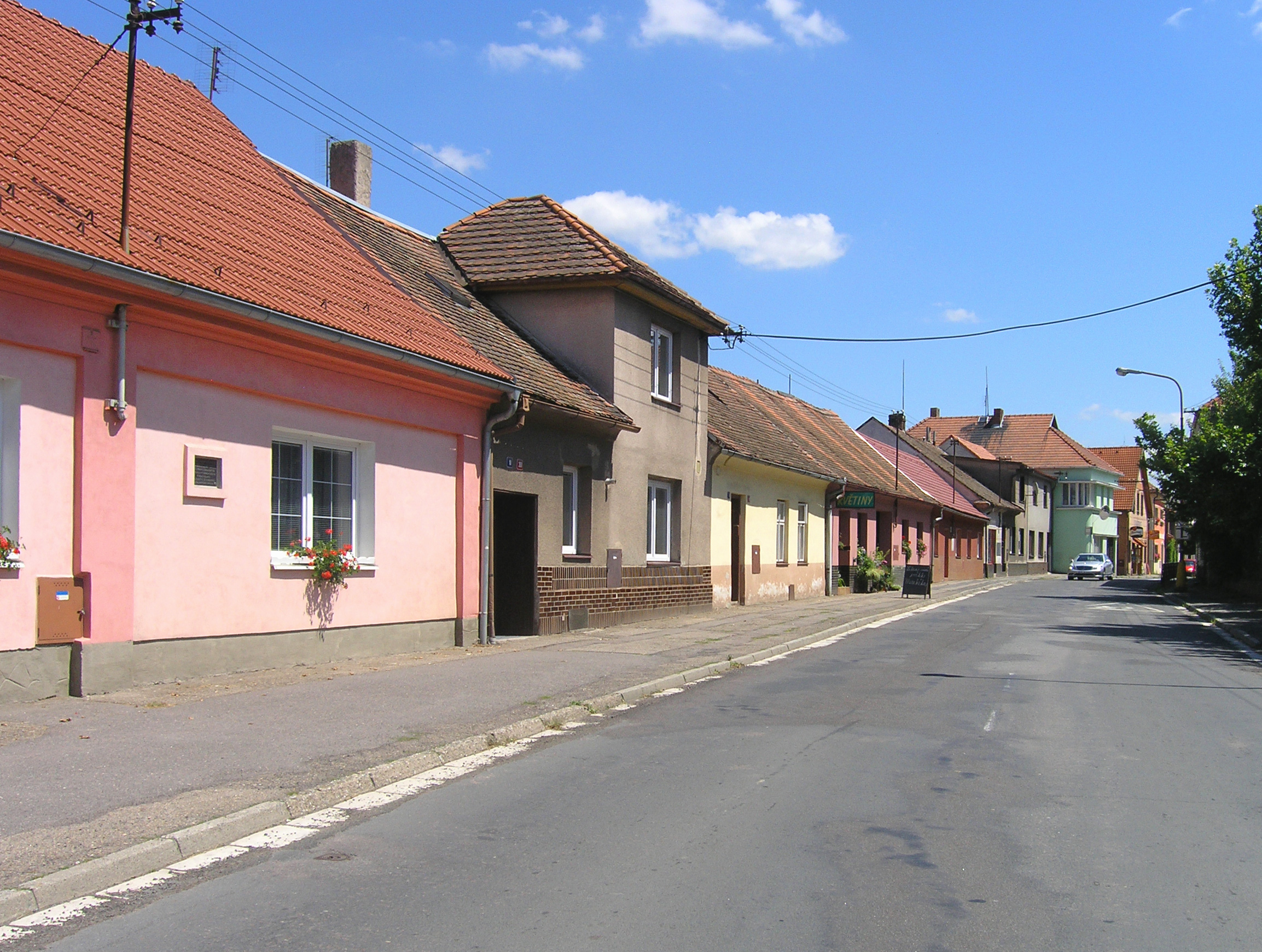
Rue Čáslavská
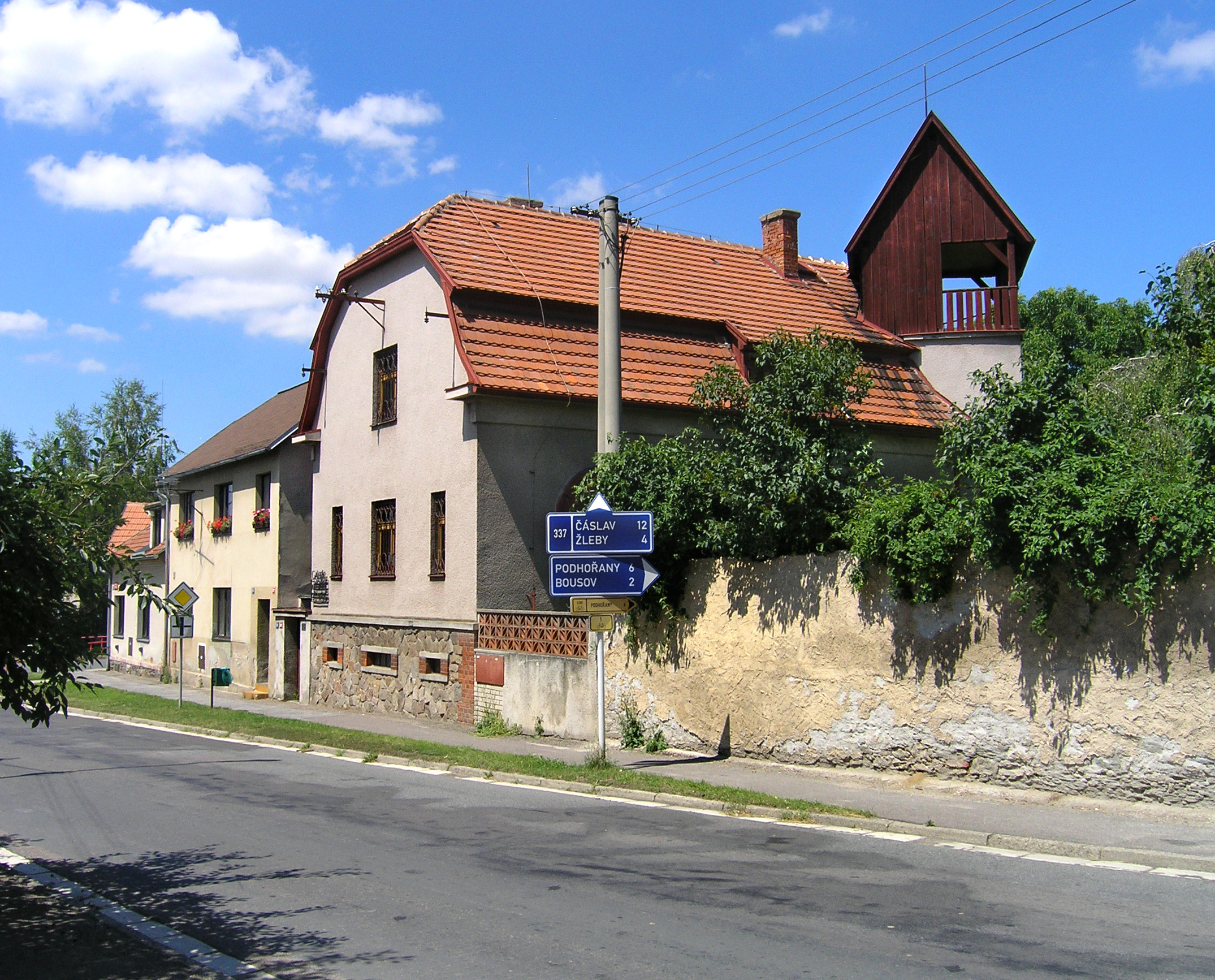
Villa de Bílek
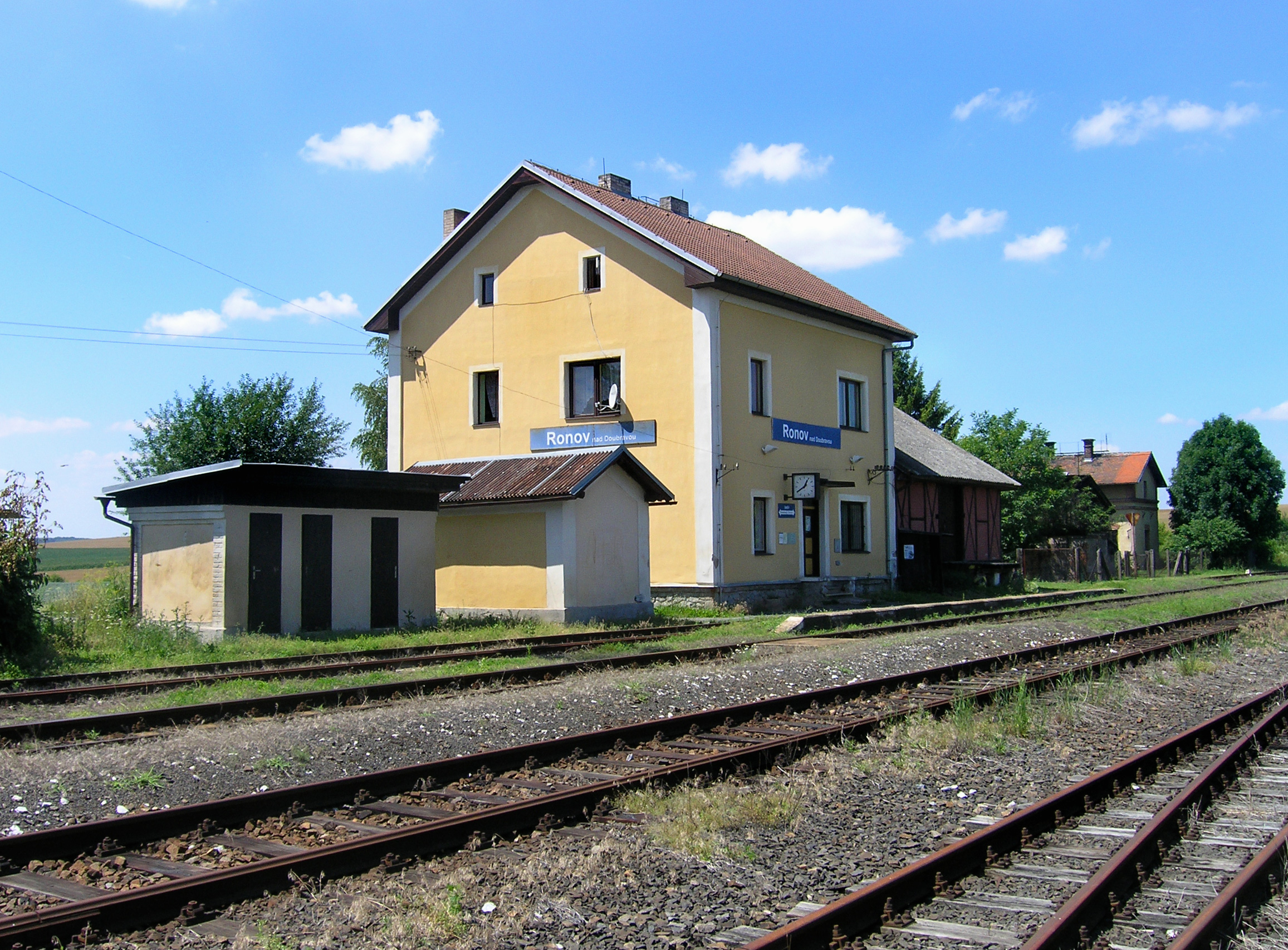
Gare ferroviaire

## Transports
Par la route, Ronov nad Doubravou se trouve à 13 km de Čáslav, à 26 km de Chrudim, à 36 km de Pardubice et à 90 km de Prague.

## Personnalités
- Antonín Chittussi (1847-1891), peintre